# Tetrastichus shaxianensis
Tetrastichus shaxianensis är en stekelart som beskrevs av Yin-Xia Liao 1987. Tetrastichus shaxianensis ingår i släktet Tetrastichus och familjen finglanssteklar. Inga underarter finns listade i Catalogue of Life.